# Josep Murillo i Mombrú
Josep Murillo i Mombrú (Sant Cugat del Vallès 1881 - l'Havana 1953), fou un polític i farmacèutic català.

## Biografia
Fill d'un farmacèutic de Sant Cugat, es graduà en farmàcia a la Universitat de Barcelona. El 1907 emigrà a l'Havana, on va treballar a l'adrogueria La Americana, de la qual finalment en fou propietari.
Fou un catalanista força actiu. Hi fundà l'Associació Protectora de l'Ensenyança Catalana, fou president de l'Orfeó Català de l'Havana i del Centre Català de l'Havana el 1918-1919, membre de la Societat de Beneficència de Naturals de Catalunya el 1908 i director de La Nova Catalunya. El 1919 viatjà a Catalunya, on fou rebut pel president de la Mancomunitat de Catalunya, Josep Puig i Cadafalch, i també per Francesc Cambó, Francesc Macià, Manuel Folguera i Duran i Joan Soler i Pla.
El 1922 fou un dels signants de la convocatòria des del Club Separatista Català núm. 1 de l'Havana, participà en l'Assemblea Constituent del Separatisme Català de l'Havana de 1928 i cercà fons per a subvencionar l'estada de Macià, tant a Cuba com a Europa, l'acompanyà arreu de Cuba. Arran de l'aprovació de l'Estatut d'Autonomia de 1932 retirà el seu suport a Macià.
Després de la guerra civil espanyola participà en les activitats a favor dels exiliats. Del 1943 al 1953 fou novament redactor de La Nova Catalunya i treballà a favor de la convocatòria de la Conferència Nacional Catalana de Mèxic de 1953, que no arribà a veure.